# Brother from Space
Brother from Space (Originaltitel: Hermano del espacio) ist ein in spanisch-italienischer Koproduktion entstandener Science-Fiction-Film, den Mario Gariazzo inszenierte. Der Film wurde am 18. Juli 1988 auf Video im deutschen Sprachraum erstaufgeführt.

## Inhalt
Ein Außerirdischer muss auf der Erde notlanden und findet in einer Kirche Unterschlupf, in der ihm der Priester wohlgesinnt ist und ein blindes Mädchen telepathisch mit ihm in Kontakt tritt. Die Militärs, die in ihm nichts als eine Bedrohung zu sehen vermögen, wollen ihn für wissenschaftliche Zwecke in ihre Gewalt bekommen. Eine Journalistin versucht zugunsten des Aliens zu intervenieren, hat jedoch gegen die geballte Macht aus Sturheit und Gewalt keine Chance. Der Außerirdische stirbt in den Armen des blinden Mädchens beim Versuch, seine Energie beim Wrack des Raumschiffes aufzutanken.

## Kritik
Das Lexikon des internationalen Films beschreibt den in Italien nicht gelaufenen Film als „mit einfachen Trickaufnahmen und in Fernsehserien-Manier inszenierter E.T.-Verschnitt, der durchaus sinnfällig die Frage aufwirft, warum man Fremde immer als Bedrohung ansieht.“, was das Lexikon des Science Fiction-Films als ohne neue Ideen subsumiert.

## Bemerkungen
Der Film wurde 1984 in Kalifornien gedreht, erreichte aber erst im Juni 1988 in Spanien erstmals die Kinos.